# Informagiovani
L'Informagiovani (in inglese Youth Information Centre) è una tipologia di servizio volta a fornire informazioni ai giovani (storicamente definiti come la fascia tra i 14 e i 29 anni, successivamente e anche oggi in continua revisione) nell'ambito di formazione, lavoro, tempo libero, vita sociale.
Nati a Bruxelles negli anni sessanta come risposta a bisogni (di informazione e orientamento) per i giovani del territorio, i centri Informagiovani si sviluppano successivamente in Francia, dove nasce il primo coordinamento nazionale Informagiovani in Europa (1985), dal quale avrà origine l'Agenzia europea per l'informazione e la consulenza giovanile.
In Italia i centri si diffondono a partire dagli anni ottanta, dove nascono in risposta a bisogni locali del territorio e senza un particolare impegno a livello nazionale nel coordinare le strutture. Per questo motivo le centinaia e centinaia di centri (nel 2008 oltre 1200) non hanno un'unica immagine e funzione, ma rispondono piuttosto ai bisogni locali rilevati nel territorio di appartenenza.
Alcuni centri hanno scelto di inseguire una vocazione aggregativa, altri hanno sviluppato il supporto all'incontro domanda-offerta di lavoro, l'orientamento formativo o professionale, piuttosto che l'informazione su eventi, talvolta contribuendo all'organizzazione.
Nel 2007 nasce il coordinamento nazionale Italiano degli Informagiovani, che fa capo ad ANCI (Associazione Nazionale Comuni Italiani), e che cerca di definire modi, intenti, obiettivi comuni sulla base di una realtà tanto eterogenea e localizzata.